# Alexandrina da Prússia (1915–1980)
Alexandrina Irene Princesa da Prússia (em alemão: Alexandrine Irene Prinzessin von Preußen; Berlim, 7 de abril de 1915 - Starnberg, 2 de outubro de 1980) foi a quinta criança e primeira filha nascida de Guilherme, Príncipe Herdeiro da Alemanha e da sua esposa, a princesa Cecília de Mecklemburgo-Schwerin.
Alexandrina nasceu com Síndrome de Down, uma condição rara dentro da família imperial alemã que não a impediu de viver uma infância tranquila com os pais e irmãos em Potsdam, na Alemanha.
Entre 1932 e 1934, Alexandrina frequentou a Escola Especial de Trüpersche, em Jena, a primeira instituição de ensino europeia dedicada à educação académica e artística de crianças com impedimentos físicos e mentais. No Verão de 1934 regressou a Potsdam onde permaneceu por dois anos até em 1936, aos 21 anos, quando se mudou para a Baviera. Permaneceria lá até ao final da Segunda Guerra Mundial em 1945, altura em que comprou uma pequena casa perto do Lago Starnberger onde passaria o resto dos seus dias.
Alexandrina morreu em 1980, aos 65 anos e encontra-se enterrada no Bastião de São Miguel no Castelo de Hohenzollern.
Ao contrário do seu primo afastado, o príncipe João do Reino Unido que, devido aos seus problemas de Autismo e Epilepsia foi afastado do público, a condição de Alexandrina era conhecida e ela aparecia frequentemente com o resto da família em ocasiões públicas e postais.